# Дорога (повесть)
«Дорога» — повесть в трёх книгах харьковских писателей Дмитрия Громова и Олега Ладыженского, пишущих под псевдонимом Генри Лайон Олди. Входит в цикл фантастических произведений «Бездна голодных глаз». В 1995 году книги Г. Л. Олди «Войти в образ» и «Дорога» получили премию «СТАРТ» как «Лучшие дебютные авторские книги фантастики за 1994—1995 годы».

## Сюжет

### Книга первая — «Право на смерть»
Действие происходит в странном мире, где эклектично переплетены реалии Древней Греции, Древнего Рима и средневекового Ближнего Востока. В этом мире живут два типа людей: простые смертные и бессмертные, или просто «бесы». При этом Право на смерть — это то, что отличает высоких от низких, граждан от неграждан. Смертные — граждане, а удел бесов — гладиаторы в цирке или рабский труд в каменоломнях. Бесы абсолютно бессмертны. Даже отрубленная голова возвращается на место спустя несколько секунд.
Периодически в этом мире появляются некие «пустотники», приводящие новые партии бесов. Худшее наказание для беса — поединок с пустотником. Поединки проходят при закрытых дверях, и ещё ни один бес не победил, все сходят с ума после такого поединка. Глядя на бессмертное безумие, любой бес отказывается бунтовать против существующих порядков.
В голове у беса Марцелла, одного из лучших гладиаторов, шумит «Зал Ржавой подписи» — полузабытой легенды бесов. Неожиданно к Марцеллу обращается Леда — дочь одного из верховных правителей. На ближайших играх Равноденствия ей предстоит совершить ритуальное самоубийство, но она не хочет умирать — дикий и непонятный в этом мире проступок. Леда просит Марцелла помочь ей скрыться, а служанка Леды предлагает для убежища Мелхский оазис. Это не может ускользнуть от внимания пустотника Даймона, которого тревожит выбор места, так как в оазисе и находится Зал. Даймон встречается с Марцеллом и после поединка рассказывает ему историю возникновения бесов и самого мира, где они живут вечно.
Оказывается, Марцелл, да и все бесы — реинкарнации последних людей с Земли, продавших душу дьяволу. Постепенное усложнение и долговечность вещей на Земле привели к тому, что вещи обрели разум, но разум чуждый человеческому. Людей же вещи воспринимали не более чем окружающую среду. Люди вымирали и дичали, и это перестало устраивать дьявола, так как души вещей, видимо, не подходили ему. Дьявол начал заключать с людьми договоры на новых условиях: люди обретали бессмертие в новом мире, на Земле же сформировалась некросфера — зародыш нового ада. Зал — это место, где хранятся договоры с дьяволом.

### Книга вторая — «Предтечи»
Вторая книга состоит из семи новелл: «Восьмой круг подземки», «Монстр», «Тигр», «Ничей дом», «Смех Диониса», «Последний» и «Разорванный круг». Новеллы дают представление о том, как в нашем мире вещи постепенно обретали одушевлённость. Герой каждой новеллы — либо будущий пустотник, либо «бегущий вещей». Некоторые герои — предыдущие инкарнации Марцелла, «те, которые я».
В конце книги пустотник Даймон коротко рассказывает Марцеллу историю Большой иммиграции. Марцелл узнает, что бесы попали в мир Мидгард, продав душу дьяволу. В этом же мире пустотники создали Кодекс веры, запрещающий производить вещи, которые могут длительное или неограниченное время существовать без ухода и поддержки человеком, а также долговечные вещи.

### Книга третья — «Вошедшие в Отросток»
С помощью Даймона Марцелл воплощается в одной из своих инкарнаций — Андрее (Анджее) Вольски. Андрей ехал на машине с семьёй и другом отдыхать на Чёрное море, не заметил знак «Ремонт дороги» и погиб. В альтернативной реальности Андрей и его пассажиры не погибли, но попали в отросток некросферы, который использовал их тягу к жизни для поддержания собственного существования. В мире, где следствие не соответствует причине, а сама жизнь напоминает плохой театр абсурда, герои в конечном счете попадают в безвыходное положение, и тут проснувшийся в Андрее Марцелл вместо тяги к жизни поражает отросток накопившейся за столетия мечтой о смерти. Стремление к смерти Марцелла убивает отросток и уничтожает мир, где вещи обрели разум, а люди были вынуждены эмигрировать.

## Главные герои
- Марцелл, он же Анджей (Андрей) Вольски(й), — бес-гладиатор мира Мидгард (книга «Право на смерть»), обычный человек, ехавший с семьей на Чёрное море, а попавший в отросток некросферы (книга «Вошедшие в отросток»).
- Даймон — пустотник мира Мидгард.
- Леда — дочь верховного Архонта мира Мидгард.
- Зу Акила — служанка Леды.
- Кастор — старейший из бесов.

## Художественные особенности
По оценке Евгения Харитонова, «Дорога» — одно из самых сюрреалистических и в то же время динамичных произведений Олди. Сюжет состоит из многих наслоений сюжетных линий — казалось бы, раздробленных и несовместимых, но постепенно перед читателем выстраивается «геометрически выверенное здание художественного текста, в котором все части, все детальки, вплоть до самых мелких, тщательно подогнаны друг к другу, взаимосвязаны и взаимозависимы, убери одну — здание рассыплется». Харитонов отмечает, что в жанровом отношении произведение можно отнести как к твёрдой НФ, так и к героической фэнтези и философской притче.
Василий Владимирский утверждает, что «Дорога» стала первым подступом соавторов к романам, поиском своего образного языка и стиля, из которых сложилась более поздняя проза Олди. С этим связано и наличие множества вставных новелл, и чередование лирических и «боевых» эпизодов, атмосферных сцен и экшена. Авторский стиль ещё не устоялся, роман как бы состоит из нескольких не зависящих друг от друга слоёв. Зато все составляющие, характерные для более поздней прозы Олди, в этой повести «содержатся в концентрированной, химически чистой форме». При всей пестроте и сумбурности «Дороги», для русской фантастики начала 1990-х годов эта повесть стала произведением в значительной мере новаторским. Олди первыми соединили в русской жанровой литературе мотивы и сюжеты англо-американского героического фэнтези и русской литературы Серебряного века, классической драматургии, советской научной фантастики и античного мифа, значительно обогатив возможности российского фэнтези, чем воспользовались многие другие писатели.

## Проблематика
«Дорога» — многослойное философское произведение, в котором затрагиваются такие проблемы и доминируют такие оппозиции, как живое — неживое, смерть — бессмертие, душа и смерть, бессмертие и творчество, человеческое и животное начала, сосуществование разных форм жизни, эволюция разума (человеческого и нечеловеческого), человек — вещи (или предметы материального мира). Присутствуют такие темы, как желанное Право на смерть и проклятие бессмертия, незыблемый закон Порчи, охватывающий всех живущих.

Дьявол называет нашу Землю «Малхут», мир, где живут смертные и бесы — «Мидгард». Малхут — низшая из сфер каббалы, Мидгард — мир людей по древнегерманской космогонии. Рассказ «Аннабель-Ли» вошел в третью книгу в виде вставки, логически завершая историю Большой иммиграции.